# Георги Георгиев (футболист, р. 1988)
Вижте пояснителната страница за други личности с името Георги Георгиев.
Георги Георгиев е български футболист, вратар на Черно море (Варна).

## Кратка биография
Роден е в Шумен на 12 октомври 1988 г. Юноша на Левски (София). От 2019 г. играе за националния отбор по футбол на България.

## Успехи
Носител на Купата на Молдова с Тираспол (1): 2012 – 2013 и носител на Купата на България с Ботев Пловдив (1): 2016 – 2017.